# Costentalina vemae
Costentalina vemae is een Scaphopodasoort uit de familie van de Entalinidae. De wetenschappelijke naam van de soort is voor het eerst geldig gepubliceerd in 1986 door Scarabino.